# Monkey On My Shoulder EP
Monkey On My Shoulder EP es un CD de canciones demo del cantautor británico James Blunt, lanzado por Custard Records / Atlantic Records en 2006 exclusivamente  a través de Target Stores.

## Canciones
1. "Cry (Demo)" – 2:57 (James Blunt; Sacha Skarbek)
2. "High (Demo)" – 3:43 (J. Blunt; Ricky Ross)
3. "Sugar Coated (Demo)" – 3:50 (J. Blunt; S. Skarbek; Jimmy Hogarth)
4. "Goodbye My Lover (Demo)" – 3:58 (J. Blunt; S. Skarbek)
5. "Butterfly (Demo)" – 2:03 (J. Blunt)